# Tomás Chávez Morado
Tomás Chávez Morado (Silao, Guanajuato, México, 29 de diciembre de 1914 – ibídem, 21 de diciembre de 2001) fue un escultor mexicano. Fue maestro en escuelas públicas, profesor en el Instituto Nacional de Bellas Artes y Literatura, y la Escuela de Artes Plásticas de la Universidad de Guanajuato, donde se desempeñó como director.
Sus instalaciones cívicas incluyen El Paraguas y la talla nacional, que aparece en el Museo Nacional de Antropología en la Ciudad de México, así como 260 esculturas monumentales en forma de cabezas de águila que siguen la ruta de Hidalgo Libertador (véase Miguel Hidalgo y Costilla). Trabajo cívico a un lado, muchos de los trabajos de escala residencial se enfoca en temas del amor maternal, el romance, los animales y la gente de Guanajuato.
De acuerdo con Mexican Life, Mexicos Monthly Review, la obra de Chávez Morado "crea visiones de la vida típica en las calles, imágenes de personas que uno podría encontrar en los mercados, en las ferias o en el interior de los patios de vecindad, con un énfasis temático sobre el amor y la madre y niño.”

## Biografía
Tomás fue uno de los cuatro hijos nacidos a José Ignacio Chávez Montes de Oca, un comerciante, y María de la Luz Morado Cabrera, ama de casa y pintora aficionada.  Sus tres hermanos son José Chávez Morado, Gabriel y Salvador (que murió como un niño). Su madre y sus tíos maternos que dibujaron bocetos estaban entre sus primeros ejemplos de artistas.”. Su padre alentó también a su creatividad, proporcionándole los materiales de la práctica, y fue él quien fomento su amor por la plástica “. Durante la pandemia de gripe de 1918, también conocida como la "gripe Española”, su madre María de la Luz Cabrera Morado, cayó enferma y falleció. José Ignacio Chávez Montes de Oca se volvió a casar y comenzó una nueva familia, mientras sus hermanas cuidaban a Tomás y sus hermanos. En el cuidado de sus tías paternas quien cantaban, tocaban guitarra, y pintaban, Tomas y José ambos tomaron más interés al arte. Tomas completó su educación primaria. Durante el tiempo que Tomas trabajó para su padre en la tienda de comestibles, parecía que él también podría convertirse en un comerciante, pero él consideraba que este tipo de trabajo parecía “tedioso, esclavizante, y aburrido” y decidió sumergirse en las bibliotecas de su abuelo materno y del suegro de José Ignacio Chávez Montes de Oca. Por un tiempo trabajó para el suegro de su padre, que trabajaba de impresor de libros y santero. Tomas tomó el trabajo de ayudante en ambos trabajos. En 1928, como un adolescente, Tomás decidió moverse a la Ciudad de México en busca de una carrera en arte y la docencia en la Escuela Normal Superior y también para reconectarse con su hermano, José.  Su padre, que quería desalentar a Tomás de esta decisión, le dio solo dos pesos cuando Tomás le pidió ayuda para comenzar su nueva aventura.  José y Tomás enfrentaron una suituación financiera difícil, no tenían donde dormir hasta que Fernando Leal les dio permiso de dormir en el Centro Popular de Pintura de Nonoalco, donde José y finalmente Tomás tomaron clases. Después de ver las tallas monolito en el Museo de Arqueología, Tomás reafirmó su convicción de dedicarse a la escultura. Él también fue expuesto a las obras de Diego Rivera durante su visita a La Escuela Muralista. Tomando la experiencia y habilidad de El Centro Popular de Pintura Nonoalco, Tomás comenzó a enseñar modelado y dibujo en las escuelas públicas primarias y secundarias de la Ciudad de México. Al mismo tiempo, trabajabo en el Departamento de Museología del  Instituto Nacional de Bellas Artes donde ayudó a rescatar una obra de José Guadalupe Posada. En 1940, aceptó una comisión del Departamento de Asuntos Indígenas para dirigir un internado indígena en la Sierra Tarahumara para los tarahumaras, una experiencia que lo apasionó hacia las causas indígenas. Después de cuatro años allí, regresó a la Ciudad de México para asistir a la Escuela Normal Superior para estudiar y convertirse en profesor en el campo de las Artes Visuales. Se graduó en 1948 con su maestría en educación artística en el Departamento de Bellas Artes y eventualmente se unió a la facultad para transmitir sus conocimientos de la escultura en sus estudiantes. En 1968, después de 33 años de servicios prestados en la Secretaría de Educación Pública, Tomás se trasladó de nuevo a Guanajuato a retirarse y dedicarse a la escultura. Muchos estudiantes buscaban su consejo durante este tiempo, lo que le llevó a empezar a enseñar de nuevo en 1985, esta vez en la Universidad de Guanajuato. Porque la Universidad de Guanajuato no tenía las facilidades apropiadas, Tomás daba clases a sus estudiantes en su propio estudio. Entre 1990 y 1993, Tomás dirigió la Escuela de Bellas Artes, dirigió el mejoramiento de las comodidades de los talleres é hizo los cambios necesarios que condujeron a la aprobación official del programa de licenciatura en artes visuales. Tomás continuó enseñando hasta que los problemas de salud (diabetes, ceguera y sordera) obstaculizaron su enseñanza y, eventualmente, su escultura.

## Obras Seleccionadas
260 Cabezas de Águila

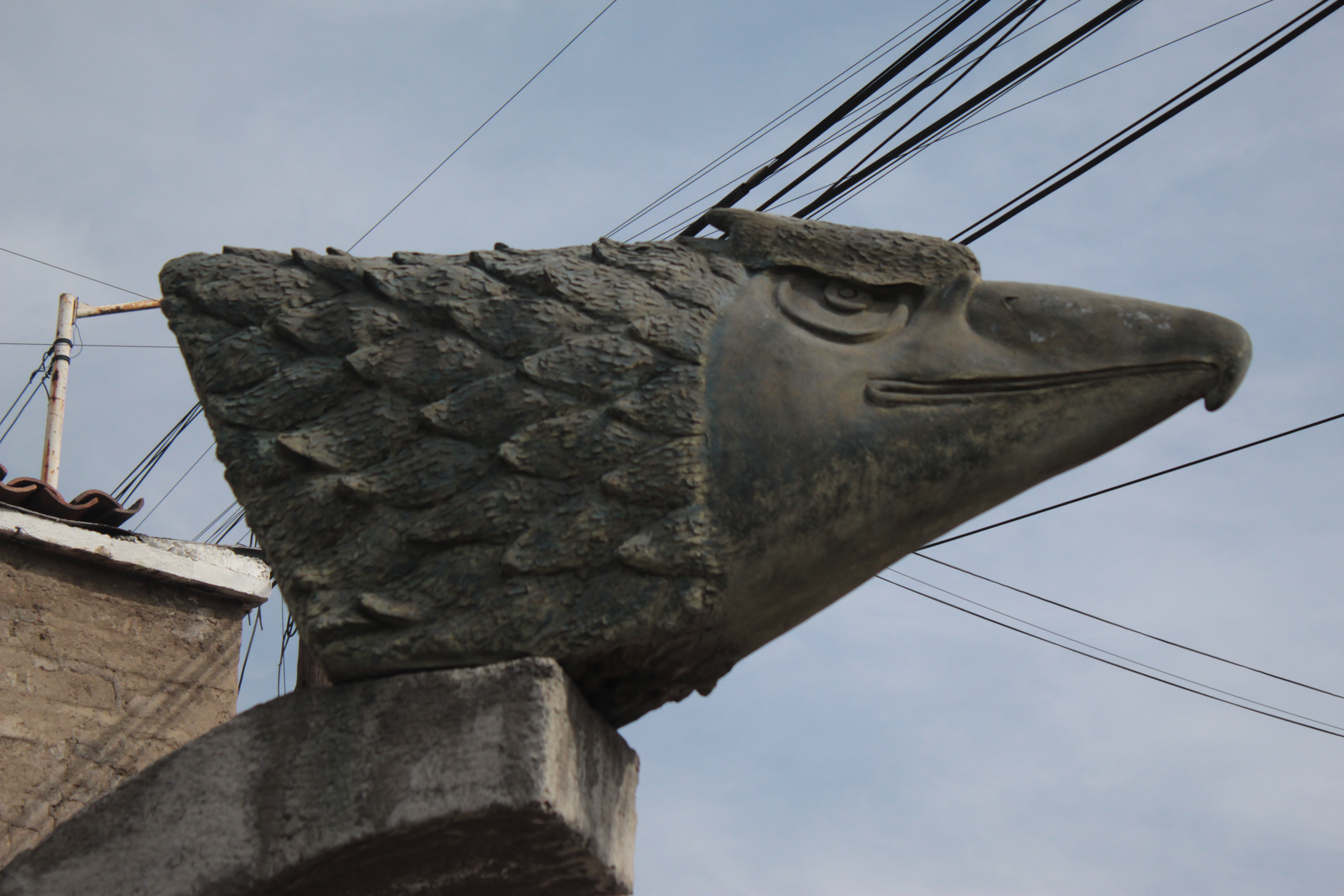
Cabeza de Águila en Metepec, Estado de México, restaurada en 2008

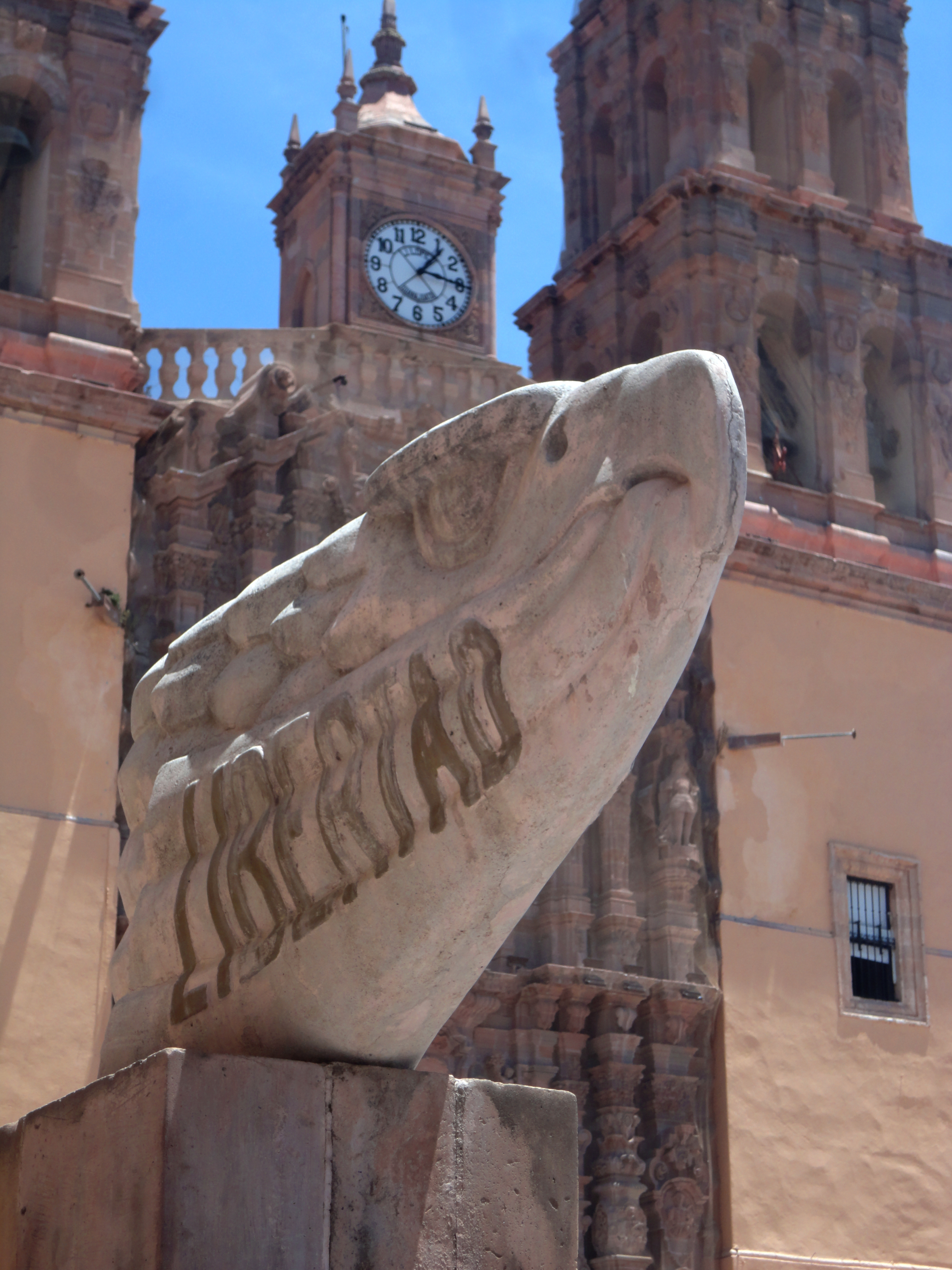
Cabeza de Águila, Dolores Hidalgo, Guanajuato.

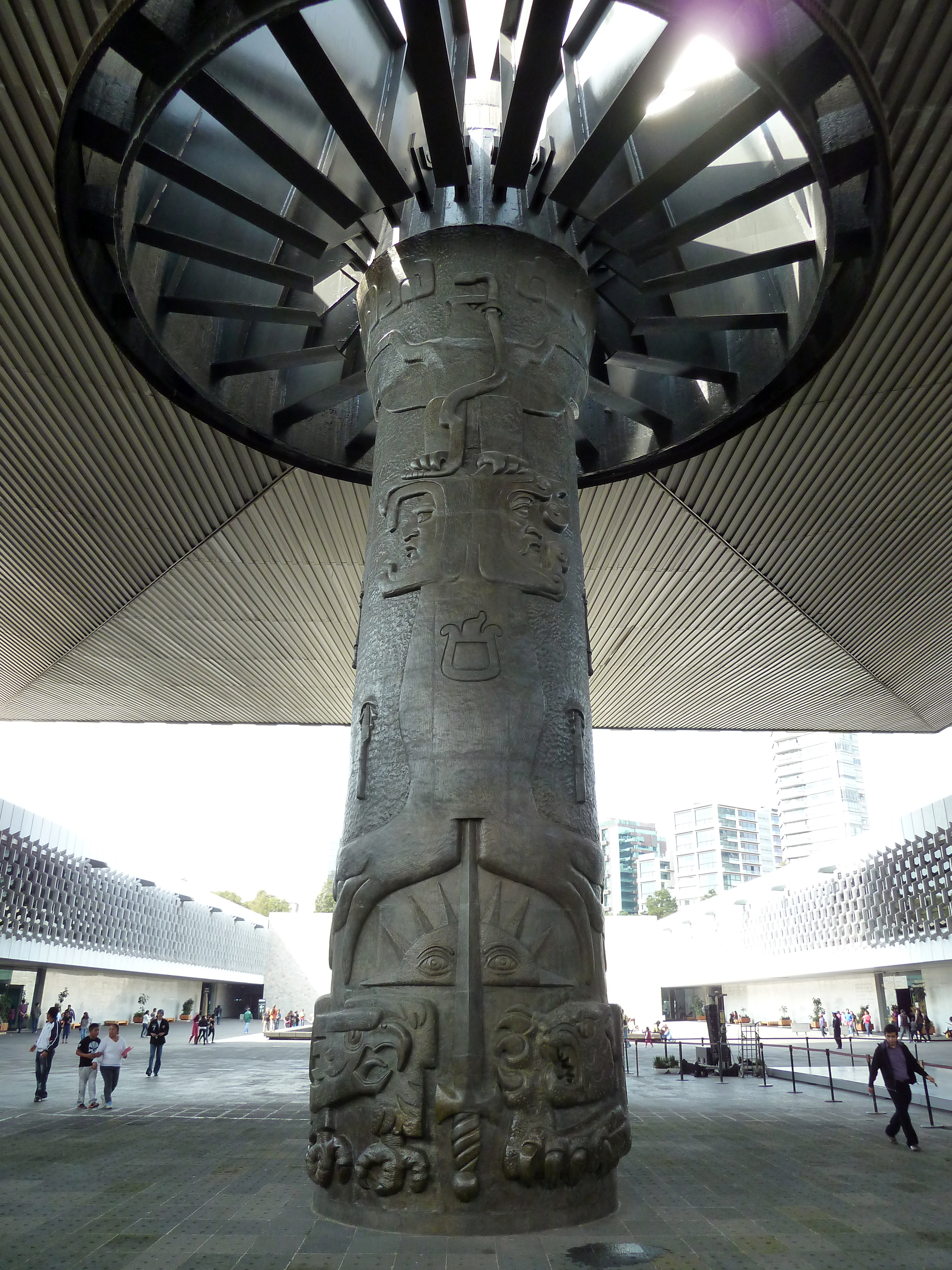
El Paraguas, en el Museo Nacional de Antropología, Ciudad de México.

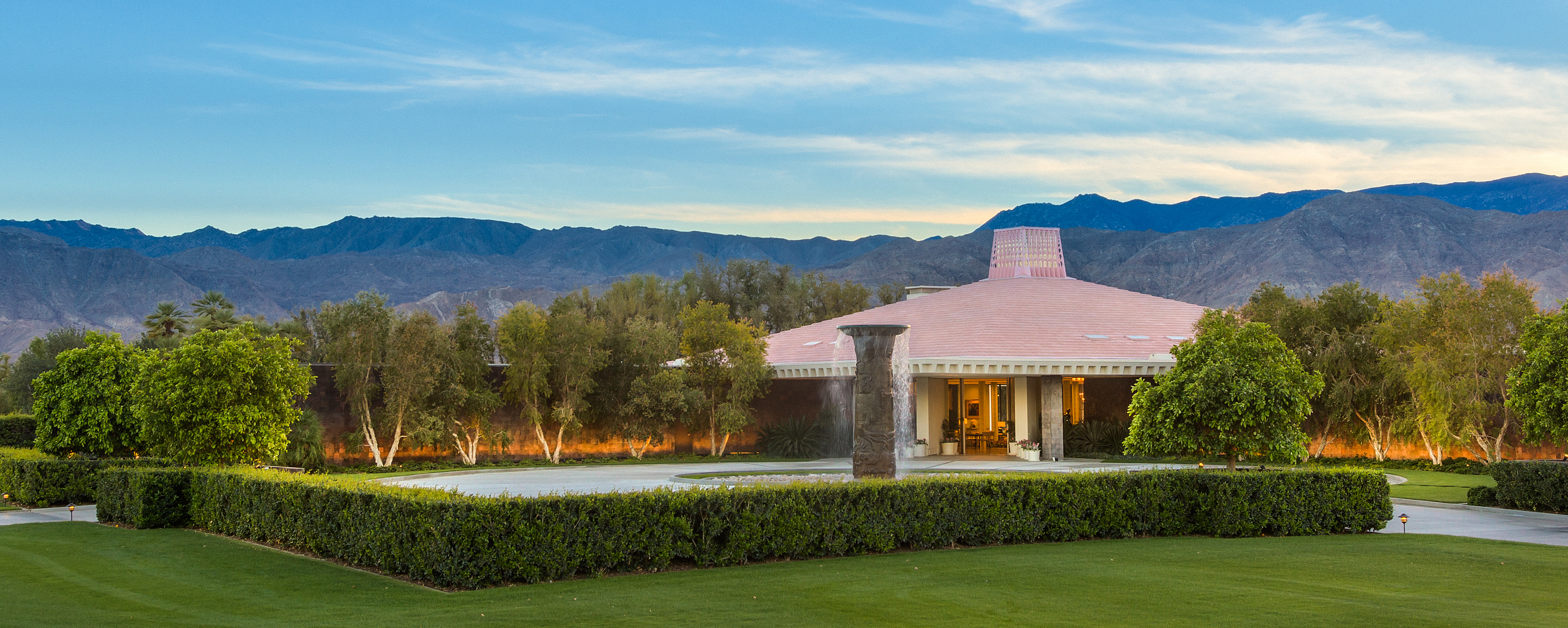
Imagen de México, Sunnylands, California.

En 1960, Tomás trabajó con Jaime Torres Bodet, Secretario de la Educación Pública de México, para diseñar y ejecutar un monumento educativo y cultural que conmemorara el 150 aniversario de la Independencia de México. Tomás supervisó el lanzamiento del monumento, que incluía 260 cabezas de águila inscritas con la palabra "Libertad". El ministerio instaló las cabezas de águila a lo largo de la Ruta de Miguel Hidalgo, conocido por el "Grito de Dolores", evento inicial de la guerra de independencia mexicana. La ruta se inicia en Dolores Hidalgo, Guanajuato, y termina en la ciudad de Chihuahua, Chihuahua.
Para celebrar la instalación de cada águila, festivales culturales y educativos tomaron parte en cada ciudad donde se instaló una cabeza de águila. El Presidente Adolfo López Mateo y el Gobernador del estado de Chihuahua, Teófilo Borunda, participaron colocando placas de bronce en la primera y última águilas de la ruta. Cada estela está marcada con una placa inscrita: “Ruta de Hidalgo, 1810-1811, Año de la Patria 1960.” 
Colaboraciones con José Chávez Morado
1958 Escultor de las fachadas en relieve de cantera de las aulas del Centro Médico de México D.F., que ahora sirven como las aulas de especialidades del Centro Médico Nacional siglo XXI.
1960 Puertas de bronce tituladas Componentes Raciales y Culturales del Mexico Moderno en el Museo del Caracol en la Ciudad de México.
1964 El Paraguas Columna de bronce situada en el patio central del Museo Nacional de Antropología en la Ciudad de México.
Aproximadamente dos meses antes de la inauguración en 1964 el Museo Nacional de Antropología, José y Tomás Chávez Morado se encargaron de diseñar y ejecutar el barniz para el patio central de la columna. La columna de 11 metros de altura se conoce como El Paraguas o Sombrilla, una función de la pieza, que parece tener un techo voladizo sobre el patio, protegiendo a los visitantes de la lluvia. La pieza está titulada “Imagen de México”, y destaca" la cabeza de un indio y la cabeza de una persona española que se unen formando una nueva raza. En los tiempos modernos, el átomo [representa] la lucha por la paz.”
1968 Imagen de México, columna hecha a media escala de la columna El Paraguas. Se encuentra enfrente de la casa histórica de Walter y Leonore Annenberg, conocida como Sunnylands.
Otras Obras
1960 Monumento a Jesús González Ortega localizado en el estado de Guanajuato.
1961 Homenaje a los Constructores de la Ciudad de México. Esta fue la pieza principal de una exposición individual realizada en el Salón Mexicano de Artes Plásticas.
1962 493 bustos de Ignacio Zaragoza para las escuelas primarias de la República Mexicana.
1964 El escudo nacional en mármol, que se encuentra en la fachada principal del Museo Nacional de Antropología, en la Ciudad de México.
Máscaras de Jiménez y Guerrero encontradas en la sección de los Héroes en el Museo del Caracol. También hizo copias de estas máscaras para la comunidad de Charco de Pantoja en Moroleón.
1974 Homenaje del Pueblo: Monumento al Padre Hidalgo esculpido con relieves de bronce para la ciudad de Acámbaro.
1976 Esculturas dedicadas a Alonso García Bravo, el primer planificador urbano de la Ciudad de México. Localizado en la Plaza Alonso García Bravo en la Ciudad de México, antiguamente plaza de la Merced
16 tableros de talla directa en Madera que forman parte de las gigantescas puertas montadas en Shimoimachi en el parque nacional Nikko en Japón.
1982 Monumento a la Victoria de los Liberales Sobre los Conservadores.  Esta obra fue regalado a la ciudad de Silao.
---- “Maqueta de la ciudad de Guanajuato y sus alrededores para la sala de exposiciones permanentes en el Museo Regional de la Alhóndiga de Granaditas”.

## Exposiciones
Tomás Chávez Morado ha tenido exposiciones independientes y colectivas en varias localizaciones, incluyendo el Salón de la Plástica Mexicana, Galería Merckuper, Galería Chapultepec, Galería Posada, Galería Romano, Galería Misrachi; y en ciudades Mexicanas incluyendo Morelia, Michoacán, León, Silao, Irapuato, San Francisco del Rincón, Celaya, y Aguascalientes. Sus pinturas han sido exhibidas en ciudades como León, Celaya, Guanajuato, Silao, y Romita. Hay una colección permanente de sus obras en el Museo de José y Tomás Chávez Morado en Silao, Guanajuato. Sus obras se han mostrado en exposiciones póstumas, como en Deseando lo real Austria Contemporánea en octubre de 2012, y en Formas de Libertad en la Universidad de Guanajuato en agosto de 2014.

## Lista de exposiciones
| 18 de agosto – 13 de septiembre de 1954 | “Cincuenta jóvenes artistas mexicanos”, Salón de la Plástica Mexicana, Ciudad de México |
| 1956                                    | “Raíz autóctona y celo ancestral: 24 esculturas de Tomás Chávez Morado”, Salón de la Plástica Mexicana, Ciudad de México |
| Septiembre – Octubre 8, 1956            | “Nuevos valores”, Salón de la Plástica Mexicana, Ciudad de México |
| Diciembre, 1957                         | “Arte Mexicano, óleos, acuarelas, gouaches, dibujos, y esculturas”, Salón de la Plástica Mexicana, Ciudad de México |
| Diciembre 9 – 31, 1957                  | Exposición de 17 esculturas de Tomás Chávez Morado |
| 1957                                    | “El salón de la escultura en la Alameda central”, Institución Internacional de las Bellas Artes y la Secretaría de la Educación en el Museo Nacional de Arte Moderno en la Ciudad de México |
| 10 de diciembre de 1957                 | “Exposición colectiva de los maestros de artes plásticas”, en la Galería José Clemente Orozco. Instituto Nacional de Bellas Artes, Departamento de Artes Plásticas, Secretaría de Educación Pública. |
| 28 de octubre de 1958                   | Catálogo General del Museo Nacional de Arte Moderno, en el Salón de Arte Mexicano en la Ciudad de México |
| 1958                                    | “Salón anual de la escultura” Salón de la Plástica Mexicana, Ciudad de México |
| Junio 10 – Julio 10, 1958               | Exposición de escultura colectiva, Salón de la Plástica Mexicana, Ciudad de México |
| 8 – 31 de diciembre de 1958             | “Gran venta de Navidad de arte mexicano,” Salón de la Plástica Mexicana |
| Abril, 1958                             | "Exposición de óleos y grabados de Isiordo Ocampo, dibujos de Jorge Tovar y esculturas de Tomás Chávez Morado" Galerías Chapultepec |
| 1959                                    | "Exposición colectiva en el Salón de la Escultura", Salón de la Plástica Mexicana Exposición en el Consulado de México en San Antonio, Texas, Estados Unidos "Mexican Art Gallery," San Antonio, Texas, United States, Secretaría de Educación Pública, Instituto Nacional de Bellas Artes Maestros de artes plásticas", Galería Chapultepec |
| 11 de diciembre de 1959                 | "Exposición colectiva de invierno de artistas profesionales”, Galería Chapultepec |
| Diciembre 7, 1959 – Enero 7, 1960       | "Gran venta de Navidad," Salón de la Plástica Mexicana, Ciudad de México |
| Abril, 1961                             | Individual Exhibition of Works, Salón de la Plástica Mexicana, Ciudad de México |
| 25 de noviembre de 1960                 | "Escultura mexicana contemporánea" Instituto Nacional de Bellas Artes |
| Diciembre 9, 1962 – Enero 10, 1963      | "Venta de Navidad," Salón de la Plástica Mexicana, Ciudad de México |
| Febrero, 1963                           | Exposición y subasta de pintura y escultura organizada por el Comité pro Día de la Mujer y el Centro Libanés, Ciudad de México |
| Abril 11 – Mayo 5, 1964                 | "Esculturas de Tomás Chávez" Salón de la Plástica Mexicana |
| Enero, 1974                             | Exposición en la Presidencia Municipal en la ciudad de León, Guanajuato |
| 20 de septiembre de 1977                | Exposición en la inauguración de la Casa de la Cultura de Irapuato. Instituto Nacional de Bellas Artes, Secretaría de Educación Pública |
| 1978                                    | Exposición en las Fiestas de León en patios de la Presidencia Municipal y Junta de Administración Civil, organizado por el presidente municipal Roberto Plascencia |
| 8 de febrero de 1979                    | Exposición en la Casa de la Cultura de Michoacán, Morelia, Michoacán Exposición en la Galería Luis H. Ducoing Gallery del Teatro Manuel Doblado, León, Guanajuato |
| 11 de enero de 1984                     | Exposición subasta pictórica para recabar fondos del CEEM en León, Guanajuato |
| Agosto, 1984                            | “Expo-mixturas de seis ciudades” en el Centro de Convenciones de León, Guanajuato |
| Octubre, 1984                           | “Expo-mixturas de seis ciudades” (Expo mixtures of six cities), Legislative Palace in Guanajuato, Guanajuato |
| 22 de agosto de 1985                    | “1 er. Encuentro de Plástica " Imagen, Fuerza y Estilo” en el Centro de Convenciones Villas de Irapuato |
| 23 de noviembre de 1985                 | “Pintores y escultores de Guanajuato” en el Palacio Municipal de Celaya, Guanajuato |
| Mayo 7 – 30, 1987                       | Itinerant exhibitionTemporary Exhibition Hall, House Museum of Diego Rivera, Guanajuato, Guanajuato, National Institute of Fine Arts, Ministry of Education, Culture, and Recreation, DIF |
| 27 de febrero de 1987                   | “Artist from Central Mexico,” Latin Art. Philadelphia, P.H. “Muchas Horas de Vida…”, Exposición de pintura y escultura relieve de Tomás Chávez Morado en el Museo de Aguascalientes |
| 14 de octubre de 1990                   | Exposición escultórica dentro del Festival Internacional Cervantino, Sala Hermenegildo Bustos, University of Guanajuato |
| Octubre, 1990                           | Exposición de maestros de la Escuela de Artes Plásticas en la Sala El Atrio de la Universidad de Guanajuato |
| Abril, 1991                             | “Proyecto monumental a las mujeres del minero fallecido”, Exposiciones en la sala de la Lotería Nacional, Ciudad de México |
| Mayo 1 – 5, 1995                        | “50 aniversario de la Facultad de Medicina” de la Universidad de Guanajuato dentro de la Semana Científica y Cultural en la Galería de pinturas del Hotel Fiesta Americana, León, Guanajuato “Obra de papel y expo-plásticos del Bajío,” Exposición itinerante, en la Galería de Arte Permanente en el Centro de Convenciones y Exposiciones |
| Agosto, 1993                            | “Homenaje a Guanajuato”, Centro de Convenciones de Irapuato, Villas de Iraputo, Club de Arte de Irapuato, A.C. |
| Diciembre 7, 1995 – Enero 7, 1996       | “El Sol de León”, en el Museo de León, Instituto de la Cultura de Guanajuato, Museo Olga Costa y José Chávez Morado. Exposición Familia de artistas, escultura, pintura, grabado |
| Septiembre 2017 – Junio 2018            | "Narración Tallada: Los Hermanos Chávez Morado" en El Centro y Jardines de Sunnylands |